# Козыбаево
Козыбаево — деревня в Пермском районе Пермского края. Входит в состав Лобановского сельского поселения.

## География
Деревня расположена примерно в 4,5 км к юго-западу от административного центра поселения, села Лобаново и 18,5 км к югу от Перми.

## Население
| 2010 |
| ---- |
| 48   |

## Улицы[2]
- 1-я Вишневая ул.
- 2-я Вишневая ул.
- Молодёжная ул.
- Полевая ул.
- Садовая ул.
- Солнечная ул.
- Сосновая ул.
- Центральная ул.
- Облепиховая ул.

## Топографические карты
- Лист карты O-40-77 Юг. Масштаб: 1 : 100 000. Состояние местности на 1983 год. Издание 1985 г.